# Caravella DDC Україна
Caravella DDC Ukraine — у минулому український підрозділ російського кінодистриб'ютора Caravella DDC. Український підрозділ компанії працював починаючи з літа 2010 по грудень 2014 року. Головний офіс Caravella DDC знаходився у Москві.

## Історія
Російський кінодистриб'ютор Caravella DDC з'явився влітку 2010 року, як частина групи компаній «Кармен» (найстаріший дистриб'ютор Роісї, заснований у 1993 році). Про створення українського підрозділу ТОВ «Каравелла DDC Україна» компанія повідомило у липні 2012 року під-час ОМКФ-2012. Тоді ж компанія представила керівника українського підрозділа, Вадима Лєбєдєва, та заявила що перші стрічки компанії на українського кінопрокатному ринку з'являться у лютому 2013 року. Також компанія повідомила, що планує випустити на український ринок артхаузне кіно під вже добре-відомим російським брендом «Другое кино» (Інше кіно).

## Фільми компанії
Першими стрічками новоствореного українського підрозділа Caravella DDC Ukraine стали: Great Expectations (2012), How I live now (2013), Hummingbird (2013), The Surrealist (2013), Last Vegas (2013), Old Boy (2013), 10 Things I Hate About Life (2013), «Місце під сонцем», «Три метри над рівнем неба» (2013), «Сім психопатів» (2014), «Колекціонер 2», «Прокляття 3D» тощо.
Останніми фільмами, які випустила компанія у 2014 стали фільми Чарівний футбол (2013), Виживуть тільки коханці (2013), «Знову 16» (2013), «Реальна білка» (2014), «Комашки. Пригода в Долині Мурах» та «Дружба і ніякого сексу?» (2014). У 2015 компанія збиралася випустити в український прокат такі стрічки як «Я плюю на ваші могили 3» та «Будинок навпроти», але обидва ці фільми вже були представлені в Україні іншими прокатниками, відповідно MMD та Каскад Україна.

## Частка ринку
На момент закриття компанії у 2014 році, прокатник не входив у топ 5 кінодистриб'юторів України.
| № | Назва                       | Ринок у 2010       | Ринок у 2011       | Ринок у 2012       | Ринок у 2013         | Ринок у 2014         | Ринок у 2015            | Ринок у 2016            | Ринок у 2017               |
| 1 | B&H Film Distr. Company     | 43.2%              | 51%                | 48.9%              | 49.1%                | 41.4%                | 55.7%                   | 50.4%                   | 52.5%                      |
| 2 | Ukrainian Film Distribution | 20.5%              | 22.1%              | 21.5%              | 14.3%                | 26%                  | 22.8%                   | 23%                     | 21.9%                      |
| 3 | Kinomania                   | 16.6%              | 15.9%              | 9.63%              | 15%                  | 16%                  | 10.9%                   | 16.2%                   | 15.2%                      |
| 4 | MMD UA                      | 2.6%               | 4.68%              | 3.41%              | 7.75%                | 3.59%                | 3.8%                    | 1.8%                    | 1.7%                       |
| 5 | Вольга Україна              | <1 %               | <1 %               | 2.5%               | 3.6%                 | 4.1%                 | 4.3%                    | 2.7%                    | 5.7%                       |
| - | Решта                       | 17.1%              | 6.19%              | 14.1%              | 10.4%                | 8.88%                | 2.6%                    | 5.9%                    | 2.9%                       |
| - | Всього                      | 100                | 100                | 100                | 100                  | 100                  | 100                     | 100                     | 100                        |
| - |                             |                    |                    |                    |                      |                      |                         |                         |                            |
| - | К-сть стрічок у прокаті     | 166                | 242                | 259                | 327                  | 325                  | 292                     | 288                     | 294                        |
| - | К-сть відвідувачів          | 15 млн             | 17,2 млн           | 19,6 млн           | 20.4 млн             | 20,1 млн             | 21,16 млн               | 24,2 млн                | 28,9 млн                   |
| - | Середня ціна квитка         | ₴41                | ₴43                | ₴43                | ₴43                  | ₴47                  | ₴57                     | ₴67                     | ₴77,08                     |
| - | Касові збори                | ₴614 млн ($77 млн) | ₴720 млн ($90 млн) | ₴800 млн ($100 млн | ₴ 820 млн ($106 млн) | ₴943 млн ($80,4 млн) | ₴1.2 млрд. ($54,58 млн) | ₴1.70 млрд. ($63,8 млн) | 2,23 млрд грн. ($85,8 млн) |
| - | К-сть кінотеатрів           | 156                | 164                | 167                | 186                  | 167*                 | 152*                    | 160*                    | 181*                       |
| - | К-сть кіноекранів           | 350                | 370                | 376                | 443                  | 420*                 | 438*                    | 460*                    | 513*                       |
| - | % українського озвучення    | 65.6 %             | 65.2 %             | 65.7 %             | 69.3 %               | 65.5 %               | 84.8 %                  | 88.0 %                  | 87.5 %                     |
| *В зв'язку з окупацією Криму та Сходу України російськими військами, починаючи з 2014 року фактично в Україні функціонувало менше кінотеатрів: Україна втратила 22 кінотеатри де загалом розміщувалося 45 кіноекранів (без окупації у 2014 Україна б мала 189 кінотеатрів де розмішувалося б 465 кіноекранів) |                             |                    |                    |                    |                      |                      |                         |                         |                            |

## Зауваги
1. 1 2 3 4 5 6 7  Дані Media Resources Management (MRM)
2. ↑  У 2017 точні річні дані по касовим зборам було надано лиши 5-ма найбільшими прокатниками України: B&H, UFD, Kinomania, Volga Ukraine та MMD, що загалом випустили в прокат у 2017 році 187 унікальних фільмів (включно з тими що вийшли у прокат ще у 2016 році, але також мали прокат і у 2017). Всього у 2017 в український прокат вийшло 294 стрічки. Для всіх решти було використано дані MRM у ~2,9% ринку у 2017 році[6]
3. ↑  Зверніть увагу, дані по зборам Kinomania для 2010-2016 років є сумою загальних зборів для Kinomania, Синергії та Галеон кіно; починаючи з 2017 Синергія/Галеон де-факто не працюють, оскільки не випустили в український прокат жодного фільму
4. ↑  Частка Вольга України у 2010-2014 роках є приблизною, оскільки відсутні точні дані річних касових зборів цього кінодистиб'ютора за ці роки (у статистиці кіноекспертів "Вольга Україна" тоді входила до "решта дистриб'юторів")
5. ↑  Кількість фільмів кінопрокату, що мали дублювання або багатоголосе озвучення українською